# Grewia baillonii
Grewia baillonii är en malvaväxtart som beskrevs av R. Viguier. Grewia baillonii ingår i släktet Grewia och familjen malvaväxter. Inga underarter finns listade i Catalogue of Life.